# سلیمان‌لی
سلیمان‌لی (به لاتین: Süleymanlı) یک منطقهٔ مسکونی در ترکیه است که در قهرمان‌مرعش واقع شده‌است. سلیمان‌لی ۴۵۹ نفر جمعیت دارد.